# 海鷗號列車
海鷗（日语： Kamome */?）是日本JR九州所經營的一款新幹線列車，亦是西九州新幹線目前唯一的列車等級。
本條目同時介紹在來線時代的海鷗號以及新幹線開通後的「接力海鷗號」及「喜鵲號」。

## 運行概況

### 目前使用車輛（新幹線）
- N700S系：2022年9月23日西九州新幹線通車後，升格為新幹線列車，並使用此列車。而783系、787系和885系繼續運用在接力海鷗上。

### 以往使用車輛（在來線）
（以下數據及資料乃根據JR九州在2017年3月4日實施的最新車務資料）

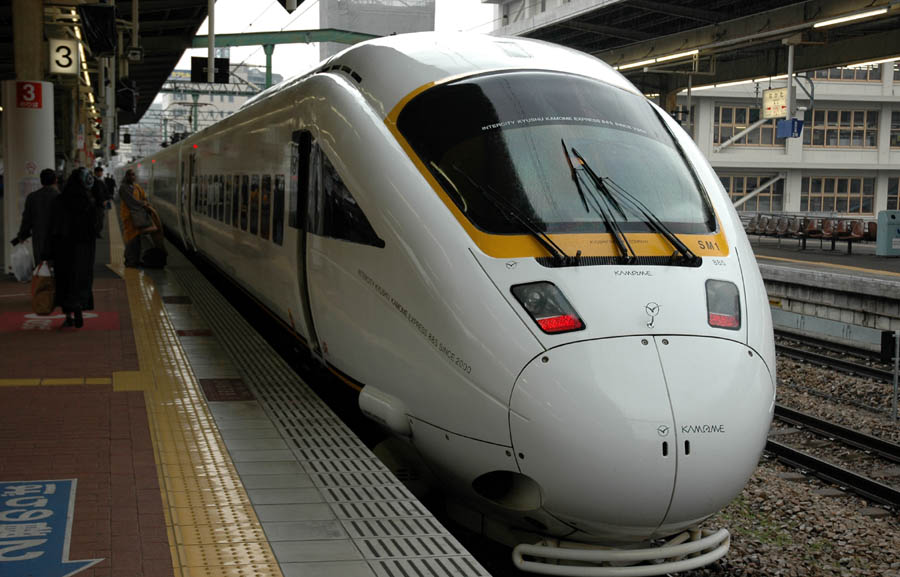
停靠在博多車站月台上的885系「白鷗」列車。攝於2006年。

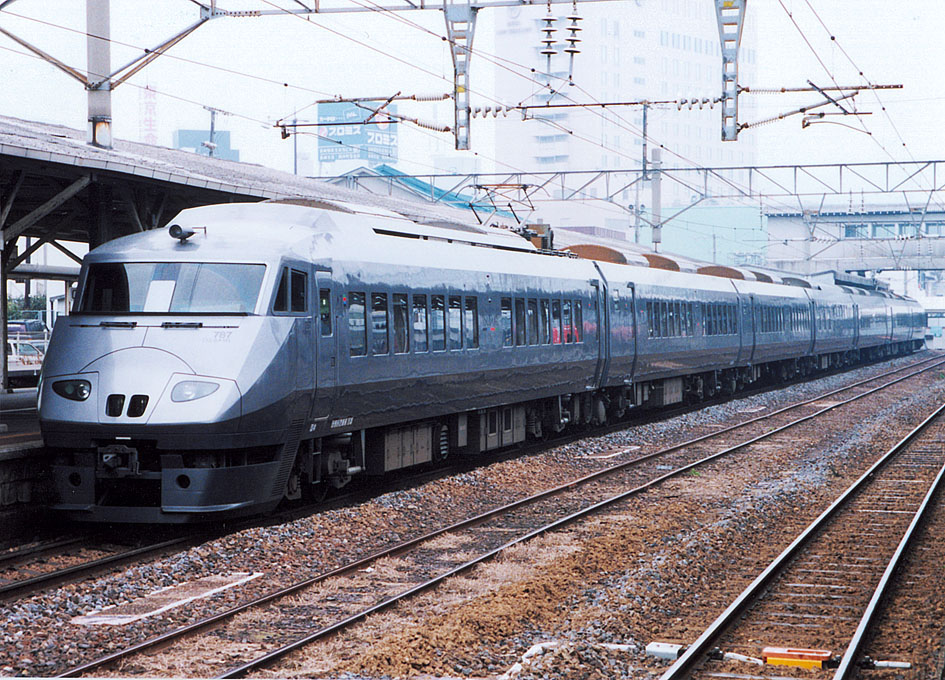
使用787系車輛的版本。1996年時攝於。

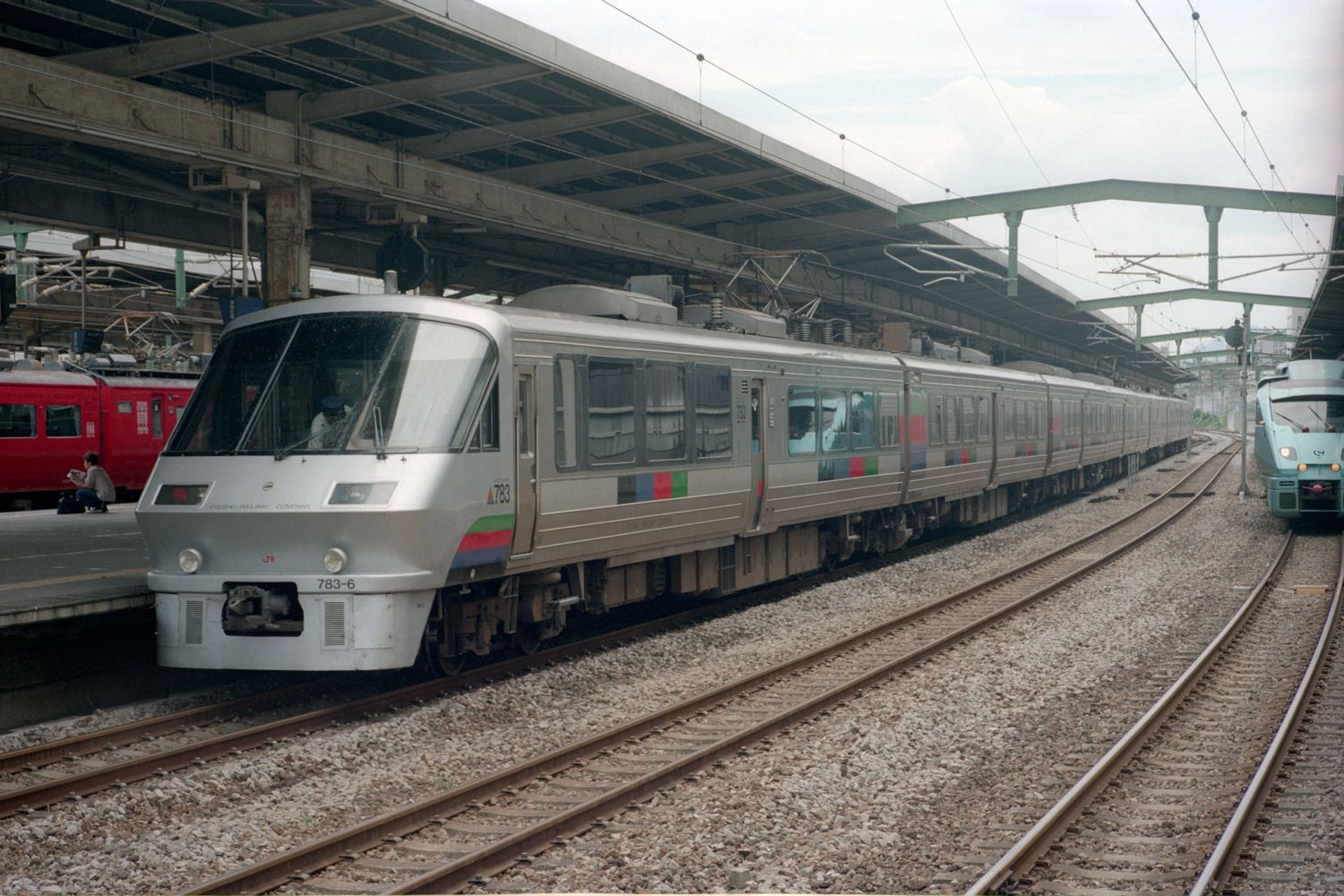
因應旺季需求而加掛了兩節車廂、八輛編組的783系海鷗號列車。1999年時攝於。

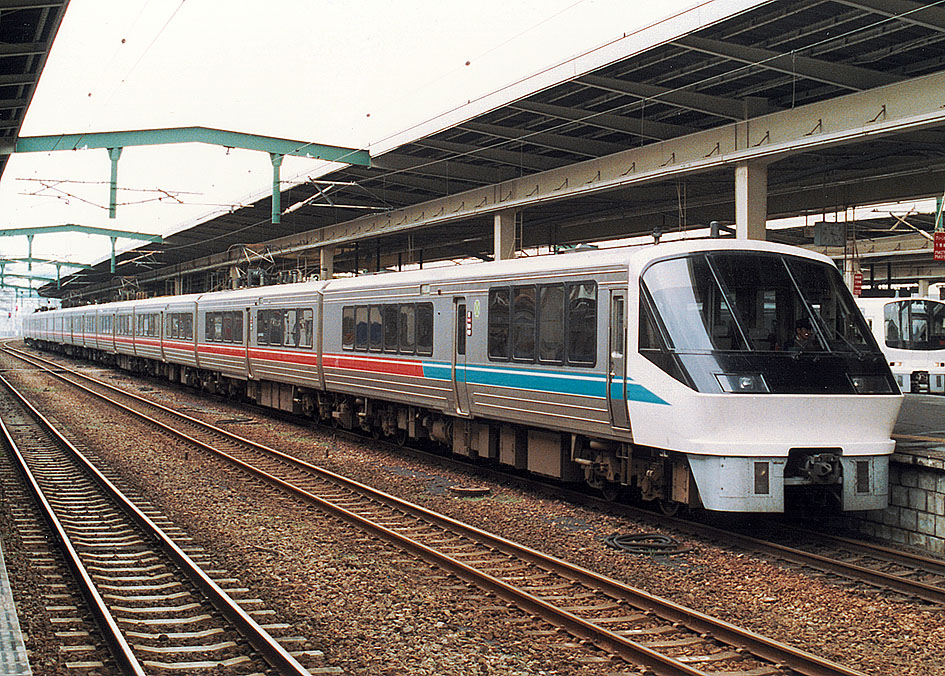
過去曾暱稱為「Hyper鷗」時代的783系車輛，與今日相比車身色帶塗裝不同。1992年時攝於。

在西九州新幹線通車前，海鷗號列車所使用的車輛，全部由南福岡車輛區管轄，包含783系、787系與885系三款啟用時期、外觀造型與性能都互異的車輛，是JR九州旗下唯一使用多達三種車輛來營運的列車。
- 783系（日语：JR九州783系電車）：較舊型的JR九州泛用特急車輛，過去曾是鷗號的主要使用車輛，但目前僅使用在佐賀發車的幾個區間班次上。由於783系車輛的暱稱是「Hyper Saloon」，因此使用783系營運的車班曾擁有過「Hyper鷗」（ハイパーかもめ）的暱稱，但此暱稱已在1994年7月時停用。
- 787系：787系是配置有四人用頭等（綠色）包廂與特等座位（Deluxe Green）的七輛編組列車。原本是行駛在鹿兒島本線上的「燕」號所使用的車輛，787系最早是在1994年3月的班次表更新中投入鷗號列車的服務，每天配置5般往返，在啟用當時甚至還附掛有自助餐車，直到1996年3月15日才退出，恢復成統一使用783系營運的配置，只在偶爾遇到783系與885系車輛調度不及的狀況時，作為臨時備用車輛。之後，在2001年3月3日至10月5日約半年的期間，JR九州曾經短暫地利用「有明」號所使用的787系車輛服務博多至肥前山口間、每天一次往返的班次。2011年3月12日，伴隨九州新幹線通車，原本使用在鹿兒島本線上的「接力燕」號（リレーつばめ）、「有明」號班次遭到大量裁撤而釋出許多7輛編組的787系車輛，JR九州將編組中的加掛車廂撤除之後以六輛編組的方式重新投入鷗號列車的固定班次服務中。2014年的班表變動中，又再次將車輛編組恢復成七輛。
- 885系：2000年時導入的新車型，因車身採白色底色設計，通常也被暱稱為「白鷗號」（白いかもめ）。由於與日豐本線上的特急列車使用同樣的車型，因此在繁忙時期，白鷗號與白色音速號（白いソニック）經常會互相支援車輛使用。2011年3月，配合九州新幹線的通車，班次表進行大幅度異動，除了原本六輛車編組、採用黃色車身色帶的初版白鷗號外，也調用了部分原用於白色音速號班次、白色車身但使用藍色色帶的885系車輛，並將原本是五輛編組的列車加長成六輛編組。除了列車編組增加外，為了配合二版的車輛加入，原本使用黃色色帶的初版車輛也進行了塗裝的修改，包括將車身色帶改為一致的藍色，與將原本專用的「KAMOME EXPRESS」字樣塗裝改為可與日豐本線共用的「AROUND THE KYUSYU」（繞著九州跑），一同服務於鹿長崎本線上。

### 班次狀況

#### 目前
平日提供往長崎22班、往武雄溫泉23班；假日增至往長崎26班、往武雄溫泉27班。另外，博多～武雄溫泉一段則以在來線特急「接力海鷗號列車」（リレーかもめ）接續。

#### 在來線特急年代
- 博多車站 ～ 長崎車站：每日26個往返班次（包括885系白鷗號16個往返，與787系10個往返），列車編號為海鷗1至海鷗52號。
- 博多車站 ～ 肥前鹿島車站：上行1個班次，編號海鷗102號使用885系車輛。
- 博多車站 ～ 佐賀車站：下行3個班次，101號使用787系車輛、103號、105號（停靠二日市）使用783系車輛，上行4個班次，100號、110號（停靠二日市）使用783系車輛、108號使用787系車輛、平日發車的104號使用783系車輛（需在鳥栖站與有明4號連結）、週末與假日時會開編號鷗106號使用885系車輛。
- 諫早車站 ～ 長崎車站：平日上行1個班次，202號使用885系車輛。

除此之外，在最繁忙的時期，還會增開行使於博多車站～肥前山口車站，博多車站～佐賀車站間的加班車。

### 列車編組

#### 現存編組
目前共有5列6輛編成的列車用作行走海鷗號，全隷屬於熊本綜合車輛所大村車輛管理室。車廂編號由最接近長崎的一方開始計算，即下行往長崎方向為1號車；上行往武雄溫泉方為6號車廂。全車只設有普通席，不設綠色車廂，當中3號車廂備有對應輪椅的空間。
現時一般的設定為1至3號車廂屬指定席、4至6號車廂為自由席；以新大村站起訖的區間車則為全車自由席。

#### 以往編組
所有的885系採用6節車廂一列的編組方式，以長崎方向的下行列車前端為一號車，博多方向為六號。787系採用7節車廂編組，並在必要時加掛車廂，車廂編號方向與885系相同。783系採用4-5節車廂編組，車廂編號方向與885系相同。
- 885系電力動車組（下行 3、5、7、13、17、21、23、25、27、31、35、39、43、47、49、51號，上行 2、4、6、8、12、16、20、22、24、26、30、34、38、42、46、50、102、106、202號）
  - 1號車：綠色車廂指定席（對號保留座），普通車指定席
  - 2號車：普通車指定席（3、102、106號為自由席）
  - 3號車：普通車指定席（2、3、50、102、106號為自由席）
  - 4號車：普通車自由席
  - 5號車：普通車自由席
  - 6號車：普通車自由席
    - 202號為全車自由席（不使用綠色車廂）
- 787系電力動車組（（下行1、5、9、11、15、19、29、37、41、45、101號，上行10、14、18、28、32、36、40、44、48、52、108號）
  - 1號車：DX綠色車廂、綠色車廂指定席（對號保留座），普通車指定席
  - 2號車：普通車指定席
  - 3號車：普通車指定席（1、5、101、108號為自由席）
  - 4號車：普通車指定席（1、5、33、37、40、41、44、45、48、52、101、108號為自由席）、設置包廂
  - 5號車：普通車自由席
  - 6號車：普通車自由席
  - 7號車：普通車自由席

註：在繁忙期5號車與6號車之間有時會加掛插入一節車廂，在這種情況下，插入的車廂成為6號車，而原先的6號車與7號車則順延成為7號車與8號車。
- 783系電力動車組（全列車每一節車廂皆分為A、B兩室）
  - 1號車：A室為綠色車廂指定席，B室為普通車指定席（104號為全車自由席）
  - 2號車：普通車自由席
  - 3號車：普通車自由席
  - 4號車：普通車自由席
  - 5號車（僅鷗105、100號）：普通車自由席（必定為展望型先頭車）

### 停靠車站

#### 新幹線段
長崎車站 - 諫早車站 - 新大村車站 - 嬉野溫泉車站 - 武雄溫泉車站

#### 特急「接力海鷗」段
武雄溫泉車站 - 江北車站 - 佐賀車站 - 新鳥栖車站 - 鳥栖車站 - 二日市車站 - 博多車站

#### 特急「喜鵲」段
肥前鹿島站 - 江北站 - 佐賀站 - 新鳥栖站 - 鳥栖站 - 二日市站 - 博多站

#### 過往停靠車站
博多車站 - 二日市車站註 - 鳥栖車站 - 佐賀車站 - 江北車站註 - 肥前鹿島車站 - 諫早車站 - 浦上車站 - 長崎車站
註：所有使用787系的班次均會在二日市站停靠、所有使用885系的班次均會在江北站停靠。不論使用車輛是787系抑或885系，1、3、42、46、50、52號均會同時在二日市站及江北站停車。

## 歷史
「鷗」／「海鷗」這個列車名在日本鐵路史上擁有不短的傳承，從1937年開始，迄今總共有前後三代列車存在，這包括：
1. 東海道本線特急時代：1937年 ～ 1943年，當時列車所使用的車名為日文漢字的。
2. 山陽本線特急時代：1953年 ～ 1975年，雖然車名相同，但以改為日文平假名的。
3. 長崎本線L特急時代：1976年 ～ 今日，同樣也使用平假名車名。

除此之外，也有少數其他路線曾出現過同樣使用「鷗」這名稱，但在傳承上並無關聯的列車，包括：
1. 國鐵時代房總東線（今日外房線）的臨時列車，相當於今日的特急列車系統「若潮」（わかしお）。
2. 私鐵路線小田急江之島線（江ノ島線）上的臨時特急列車，相當於今日的特急列車系統「江之島」（えのしま）。

### 東海道本線特急時代
- 1937年（昭和12年）7月：行駛於東海道本線上東京車站 ～ 神戶車站間的特別急行列車「鷗」誕生，是當時頗負盛名的另一列特急列車「燕」（當時還是以漢字命名）之姊妹列車，行車時間較燕號慢上20分鐘。
- 1939年3月：車尾追加連結一等展望車（觀景車）。
- 1943年2月：由於第二次世界大戰戰況惡化，列車運行廢止。

### 山陽本線特急時代
- 1953年3月：途經山陽本線與鹿兒島本線，由關西地區的京都車站駛往九州北部博多車站的特急列車「鷗」（かもめ）駛發。
- 1961年10月：鷗號列車首度啟用柴聯車（気動車，DMU），而運行的路線也延長並分成兩線，分別是京都車站至博多車站後繼續西行至長崎車站，或進入九州後南行，經日豐本線至宮崎車站。
- 1965年10月：原本至宮崎車站的路線進一步延長到西鹿兒島車站。
- 1968年10月：原本往返西鹿兒島與京都間的鷗號列車改名為那霸（なは），而原本終點為佐世保車站，行走筑豐本線、佐世保線，途中經過原田車站的特急列車磯風（いそかぜ）改名為鷗號，從此以後，「鷗」就變成關西地區發車、行走長崎本線的特急列車系統之專用名稱。
- 1975年3月：山陽新幹線通車至九州北部的博多車站，完全取代關西與九州間的在來線特急，鷗號也隨之廢止。

### 長崎本線特急時代
- 1976年7月：長崎本線電氣化完工，開始有自小倉車站或博多車站發車駛抵長崎車站，途經鹿兒島本線與長崎本線的電氣化特急列車，命名為「鷗」（かもめ）。當時鷗號是與行駛佐世保線、終點站佐世保車站的另一輛特急列車「綠」（みどり）串聯行駛，中途在肥前山口車站進行列車連結或解除的工作。
- 1982年11月15日：原本在同樣路線區間行駛的急行列車「出島」全面升級為「鷗」，成為每天13班往返的架構（每班列車都與「綠」串聯運行），而在同時，原本從小倉發車的班次也取消，所有列車都於博多發車或收班。
- 1985年3月：中午時段5班往返的列車取消與「綠」串聯。
- 1986年11月1日：所有班次皆改為單獨運行，但在同時，每天開始有一個往返班次是由小倉車站發車。
- 1989年3月：首度啟用暱稱為Hyper Saloon的783系電聯車（部分班次），而伴隨新車型的啟用，又開始有一部分的列車改為與「綠」串聯運行。
- 1990年3月：使用783系電聯車的列車開始改稱為「超級鷗」（ハイパーかもめ）。
- 1993年3月：增設肥前山口車站發車的班次，屬於「返家快車」（ / Homeliner，一種載客回送特急列車）一類的列車，編號鷗101與102號。在那段期間日本全國出現許多類似的返家班車，為了方便調度，下行班次是由門司港車站發車。
- 1994年3月：開始啟用更新型的787系電聯車（原本為特急列車「燕」所使用的車種），在同時也廢除783系的「超級鷗」之車名稱呼。
- 1996年7月：停止787系電聯車的使用。
- 2000年3月：首度啟用最新銳的885系電聯車，命名為「白鷗」（白いかもめ），是該路線上最快速的列車。在同時服務多年的485系電聯車正式停用，而783系電聯車則保留給與「綠」、「豪斯登堡」等特急列車串聯運行的班次使用。增設佐賀車站發迄的班次（鷗103號，104號）。
- 2002年10月：鷗101至104號等特殊班次進行用途修改，其中101號與104號延長服務路段至佐世保車站，並改名為「綠101號」，「綠104號」，但仍使用885系電聯車。103號一樣是駛至佐賀車站，102號則改為從肥前鹿島車站發車，使用車輛為豪斯登堡號塗裝的783系車輛。而原本只是臨時性質的行車區間延長列車在翌年3月改為定期列車，並將鷗103號改名101號（885系），綠101號與綠104號則改名為綠31號與綠2號（783系）。
- 2003年7月18日21時45分前後：一列由長崎發車的上行特急列車「鷗46號」（885系6節編組）在行經長崎縣諫早市、長崎本線肥前長田車站至小江車站間路段時，突然撞上因大雨而自路旁坡面上滾落鐵路路線上、一塊直徑約80公分、重130公斤的大石，造成列車脫軌翻覆。其中首當其衝的一號車廂在衝撞後前後逆向橫躺在路旁，二號車廂衝入路旁水田，三號車廂則爬到二號車廂頂上，皆嚴重損毀。所幸當時正處梅雨季節，田內積水較深因此化解掉不少車輛摔落時的衝擊力，在36個受到輕重傷的列車組員與乘客裡面，重傷者為數不多。在事故發生後，三節受損嚴重的車廂遭到報廢的命運，剩下三節車廂暫時停用，直到重新造好三節新車後，才編組成六輛一組加入營運。
- 2004年3月：增設諫早車站發車，駛往長崎車站的班次（鷗201號，僅平常日運行）。
- 2005年3月1日：由門司港車站發車的班次取消，在同時增設長崎車站發，諫早車站迄的班次（鷗202號，僅平常日運行）。所有在博多車站起訖、使用783系車輛的班次，全都設定為與特急列車「綠」串聯行駛，其中由於部分「綠」列車還有與駛往豪斯登堡遊樂區的特急列車「豪斯登堡」串聯，因此成為少見的三車串聯營運（日文中稱為）。

### 西九州新幹線時代
- 2022年9月23日[2]：西九州新幹線通車，長崎車站 - 武雄溫泉車站改為新幹線營運。「接力海鷗」營運武雄溫泉車站 - 博多車站區間。同時，亦開辦博多車站 - 肥前鹿島車站的特急列車「喜鵲」以代替原本「海鷗」停靠的肥前鹿島車站。

## 外部連結
- 西九州新幹線海鷗號介紹 （页面存档备份，存于）（中文版本）
- 在來線時代885系海歐號列車（页面存档备份，存于） - JR九州的列車（日語）